# Соболев, Александр Сергеевич (биолог)
Александр Сергеевич Соболев (род. 8 апреля 1946, Москва) — советский и российский молекулярный биолог, биофизик и радиобиолог, заслуженный деятель науки РФ (2007), член-корреспондент Российской академии наук (2019).

### Биография
Сын академика ВАСХНИЛ Сергея Степановича Соболева; окончил среднюю школу с золотой медалью в 1964 году. В том же году поступил на биолого-почвенный факультет МГУ им. М. В. Ломоносова, который окончил с отличием в 1969 г. по специальности «биофизика» (в 1968 г. был удостоен Ленинской стипендии).
В 1969 г. поступил в аспирантуру при кафедре биофизики биолого-почвенного факультета МГУ.
В 1973 г. защитил кандидатскую диссертацию «К вопросу о механизмах радиозащитного действия серотонина»; доктор биологических наук с 1983 года (диссертация «Система циклических нуклеотидов (цАМФ и цГМФ) при лучевом поражении и химической профилактике»).
С 1973 года работал старшим научным сотрудником на кафедре биофизики биологического факультета МГУ, с 1995 года по настоящее время — профессор этой кафедры
В 1988 г. было присвоено учёное звание профессора по специальности «биохимия».
15 ноября 2019 года избран членом-корреспондентом РАН по Отделению биологических наук (физико-химическая биология).
С 2000 г. по настоящее время — заведующий лабораторией молекулярной генетики внутриклеточного транспорта Института биологии гена РАН.

## Научная деятельность
В области радиационной биохимии регуляторных систем А. С. Соболевым разработано направление — радиационная биохимия циклических нуклеотидов. Созданы модульные нанотранспортеры — искусственные белковые молекулы, доставляющие противораковые лекарства и другие биологически активные молекулы в ядра клеток-мишеней (например, в ядра раковых клеток). Заменяемые модули этих нанотранспортеров, используя естественные транспортные процессы клеток, обеспечивают «узнавание» клетки-мишени и проникновение в них, выход всей конструкции в растворимую часть клетки и транспорт в ядро. Эти модульные нанотранспортеры придают доставляемым лекарствам клеточную специфичность и значительно — в сотни и тысячи раз — усиливают их эффективность. А. С. Соболев является также пионером в создании наночастиц полиплексов — комплексов катионных полимеров с ДНК — доставляющих ДНК в ядра клеток заданного типа, что позволило получить желаемые белки с молоком сельскохозяйственных животных, а также обеспечить доставку терапевтических генов для целей генотерапии рака.
Автор около 300 научных работ, в том числе 1 монографии и 12 патентов.

## Награды
- Орден Почёта (1991)
- Большая Золотая медаль (Medaille d’Or avec Mention) 45-й Всемирной выставки изобретений, научных исследований и промышленных инноваций «Брюссель — Эврика ‘96» (1996)
- Медаль «В память 850-летия Москвы» (1997)
- Звание «Заслуженный деятель науки Российской Федерации» (2007)[3]
- Звание «Заслуженный профессор Московского университета» (2008)[4]
- Галеновская премия (Prix Galien) (2013)[5]
- Медаль «300 лет Российской академии наук» (учреждена Указом Президента Российской Федерации от 5 декабря 2022 г. No 874), вручена в 2024 г. Основание: Распоряжение  Президента РАН от 17.01.2024 No. 10012-48

## Из библиографии
- Радиационная биохимия циклических нуклеотидов / А. С. Соболев. — Москва : Энергоатомиздат, 1987. — 100 с. : ил.